# 20673 Janelle
20673 Janelle è un asteroide della fascia principale. Scoperto nel 1999, presenta un'orbita caratterizzata da un semiasse maggiore pari a 2,9738587 UA e da un'eccentricità di 0,1104725, inclinata di 10,35587° rispetto all'eclittica.